# Pione à couronne blanche
Pionus senilis
Espèce
Statut de conservation UICN

 LC  : Préoccupation mineure
Synonymes
Psittacus senilis
Statut CITES
La Pione à couronne blanche (Pionus senilis) est une espèce d'oiseaux de la famille des Psittacidae.

## Description
Cet oiseau mesure en moyenne 24 cm. Le plumage présente une dominante verte ornée de reflets bleuâtres. Le front, la calotte et la gorge sont blancs. Les cercles oculaires sont roses et les iris bruns. Le bec et les pattes sont gris. Les rémiges et les rectrices externes sont bleues. Un halo bleuâtre se remarque sur la tête, le cou et la poitrine tandis que le dos est teinté de brun
Cette espèce ne présente pas de dimorphisme sexuel même si le mâle aurait plus de blanc sur le front que la femelle. Le sexage se fait grâce à une analyse ADN à partir des plumes. Il s'agit du moyen le plus fiable.
Les juvéniles ne présentent pas de halo bleuâtre et la coloration blanche est plus réduite.

## Sous-espèces
En principe, Pionus senilis ne connaît pas de sous-espèce, mais Hoppe et Robiller parlent de Pionus senilis decoloratus, qui serait plus bleue.

## Habitat
Cet oiseau vit en lisière des forêts primaires et des forêts galeries, près des fleuves et des savanes arborées.

## Répartition
Pionus senilis se retrouve dans les pays d'Amérique centrale comme le Mexique (sud-est), le Belize, le Guatemala, le Honduras, le Nicaragua, le Costa Rica et le Panama.

## Comportement
Cet oiseau vit généralement en petits groupes mais des bandes plus importantes peuvent être observées (jusqu'à plus de 100 individus). Il se tient le plus souvent tranquille et silencieux à l'abri des frondaisons. Parfois, il vole au-dessus de celles-ci.

## Reproduction
La saison de reproduction commence en avril. Les couples s'isolent alors. La femelle pond généralement trois œufs. L'incubation dure 27 jours. Les jeunes quittent le nid vers l'âge de neuf semaines.

## Captivité
La Pione à couronne blanche est élevée avec un certain succès en captivité où elle est assez répandue. En effet, elle est considérée comme un oiseau idéal dans un appartement car peu bruyant et de nature très calme. Il adore recevoir de l'affection.